# Istoria militară a Uniunii Sovietice
Istoria militară a Uniunii Sovietice începe cu zilele care au urmat izbucnirii Marii Revoluții Socialiste din Octombrie 1917 care i-a adus pe bolșevici la putere. Noul guvern comunist a înființat Armata Roșie pentru a lupta cu diferiții dușmani din timpul războiului civil. La sfârșitul celui de-al patrulea deceniu al secolului trecut, Armata Roșie a participat la mai multe acțiuni militare:
1. a invadat Finlanda,
2. a dus un scurt război de frontieră nedeclarat împreună cu aliatul mongol împotriva Japoniei și a statului-marionetă Manciukuo;
3. a participat la înfrângerea și împărțirea Poloniei în conformitate cu înțelegerile din anexele secrete ale pactului  Molotov-Ribbentrop,
4. a ocupat statele baltice, Bucovina de Nord și Basarabia.

În al doilea război mondial, Armata Roșie a fost principala forță militară care a luptat împotriva Germaniei Naziste. După război, armata sovietică a ocupat partea răsăriteană a Germaniei și un număr de state din Europa Centrală și Răsăriteană, țări care au devenit state satelit în blocul sovietic.
Uniunea Sovietică a fost singura superputere care putea rivaliza cu Statele Unite ale Americii. Războiul rece dintre cele două națiuni și aliații lor au dus la cursa înarmării convenționale, cursa înarmării nucleare și la cursa spațială.
Până la începutul deceniului al nouălea al secolului trecut, forțele armate sovietice aveau mai multe trupe și arme nucleare decât orice altă națiune. Uniunea Sovietică nu s-a prăbușit în 1991 datorită unei înfrângeri militare ci datorită factorilor economici și politici (vezi și: Istoria Uniunii Sovietice (1985-1991)).
Armata sovietică era formată din cinci arme separate. În ordinea importanței oficiale, acestea erau:
- Forțele rachetelor strategice sovietice,
- Armata terestră sovietică,
- Forțele aeriene sovietice,
- Apărarea antiaeriană sovietică și
- Marina sovietică.

Alte două forțe militarizate sovietice erau:
- Trupele MDV subordonate Ministerului de interne sovietic și
- Trupele sovietice de grăniceri subordonate KGB.

## Fundalul istoric țarist și revoluționar

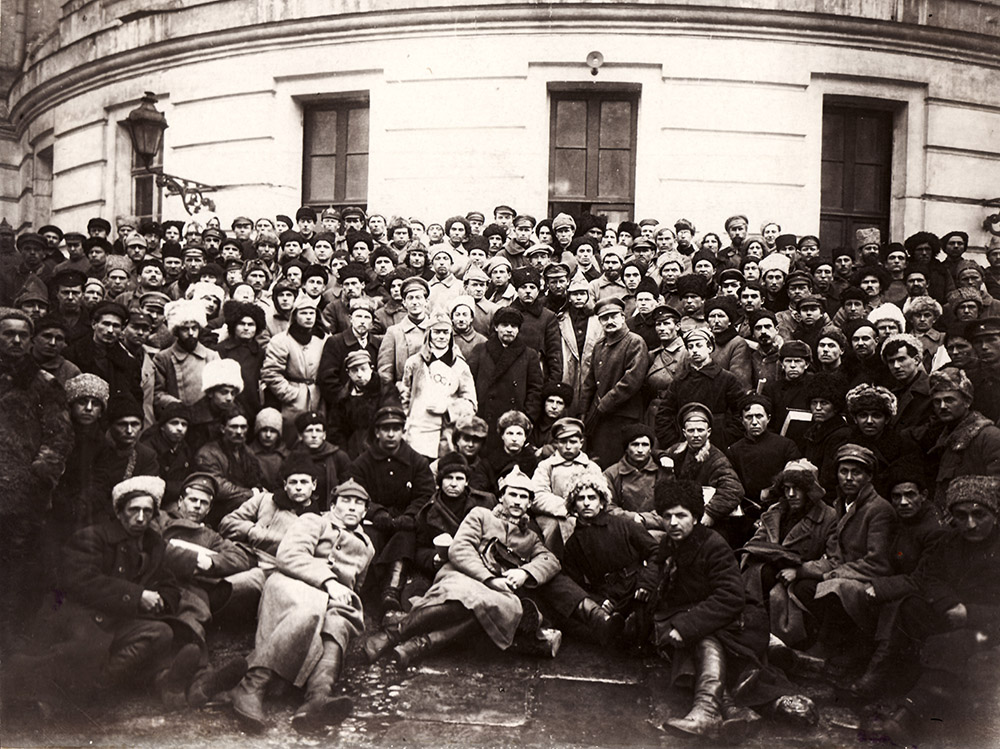
Membrii Armatei Roșii adunați în jurul lui Lenin și Troțki în Petrograd.

Revoluția din Februarie l-a răsturnat de la putere pe țarul Nicolae al II-lea, în fruntea țării ajungând un guvern provizoriu, care a fost la rândul lui răsturnat de la putere de Revoluția bolșevică din octombrie. Armata rusă, epuizată de luptele de pe frontul de răsărit, era în stadiul final de dezintegrare și de colaps. Chiar și așa, influența bolșevicilor era mare în rândurile militarilor de rând, în vreme ce în corpul ofițeresc era puternic împotriva comuniștilor. Bolșevicii considerau că armata țaristă este unul dintre stâlpii de sprijin ai regimului autocratic și au decis să o desființeze pentru a forma o nouă armată loială cauzei marxiste  - Armata Roșie. Din rândurile fostei armate țariste s-a format armata guvernului provizoriu, care la rândul ei a asigurat elementele constitutive ale Armatei Albe antibolșevice. Albii, colaborând cu întreruperi cu forțele intervenționiste străine din Japonia, Marea Britanie, Franța și Statele Unite, au luptat împotriva Armatei Roșii bolșevice în războiul civil care a bântuit prin Rusia timp de aproape patru ani, din 1918 până în 1922.
Pe 28 ianuarie 1918, Vladimir Ilici Lenin a decretat înfiintarea Armatei Roșii, prin unirea a aproximativ 20.000 de luptători ai Gărzilor Roșii cu cei aproximativ 200.000 de marinari ai Flotei Mării Baltice și cu o mână de soldați simpatizanți comuniști din garnizoana Petrogradului. Lev Troțki a fost primul Comisar al Poporului pentru Război.
La începuturi, Armata Roșie era egalitară și indisciplinată. Bolșevicii considerau gradele militare și salutul militar obiceiuri burgheze și le-au abolit. Soldații își alegeau conducătorii și votau căror ordine să se supună. Această stare de fapt nu a durat mult, sub presiunea războiului civil gradele militare și disciplina ierarhiei de comandă au fost restabilite.
În timpul războiului civil, bolșevicii au trebuit să lupte împotriva grupurilor contrarevoluționare care au devenit cunoscute ca „Albii” dar și împotriva trupelor susținute de Anglia și Franța care doreau să răstoarne guvernul comunist. După o serie de victorii inițiale, Lenin, într-un acces de optimism, a ordonat Armatei de Vest să înainteze spre vest în vacuumul creat de retragerea forțelor germane din zona Ober-Ost. Prin această operațiune, Armata Roșie a străbătut noile state Republica Populară Ucraineană și Republica Populară Belarusă și a pus-o în conflict cu statul independent polonez, prospăt desprins din defunctul Imperiu Rus. Prin invadarea Poloniei și declanșarea războiul polono-sovietic, bolșevicii nu făceau decât să pună în practică teoriile leniniste despre revoluția mondială proletară împotriva capitalismului.
Marea majoritate a ofițerilor de carieră erau de origine nobilă, (dvorianstvo). Mai mult chiar, majoritatea au trecut de partrea albilor. De aceea, la început, Armata Roșie a Țăranilor și Muncitorilor a dus lipsă de cadre de conducere experimentate. Pentru a remedia a ceastă problemă presantă, bolșevicii au recrutat 50.000 de foști ofițeri tariști pentru a fi comandanți în Armata Roșie. În același timp însă, comuniștii au numit pe lângă ofițerii-comandanți de unități și câte un comisar politic care să urmărească acțiunile și să facă aprecieri asupra loialității comandanților profesioniști numiți oficial
„specialiști militari” (voienspeț, voiennî spețialist). Până în 1921, Armata Roșie a reușit să învingă patru grupări ale albilor, a ținut piept la cinci contingente ale intervenționiștilor străini, dar a fost înfrântă în Polonia.
Forțele poloneze au reușit să întrerupă un lung șir de victorii bolșevice, lansând o contraofensivă îndrăzneață în fața porților Varșoviei în august 1920. La Varșovia, Armata Roșie a suferit o înfrângere atât de gravă și de neașteptată, înfrângere care a schimbat cursul întregului război, încât sovieticii au fost nevoiți să accepte condițiile nefavorabile lor ale Tratatului de la Riga, semnat pe 8 martie 1921. Înfrângerea de la Varșovia a fost una dintre cele mai mari eșecuri ale Armatei Roșii de-a lungul întregii sale istorii.
După încheierea războiului civil, Armata Roșie a devenit din ce în ce mai mult o organizație profesionistă. După ce mulți dintre cei 5 milioane de membri au fost demobilizați, Armata Roșie s-a transformat într-o armată mai mică, regulată, sprijinită de miliții teritoriale. Școlile militare înființate în timpul războiului civil au început să dea noi generații de ofițeri și subofițeri loiali puterii bolșevice. În efortul de a crește prestigiul profesiunii militare, guvernul bolșevic a reintrodus gradele militare oficiale, a scăzut puterea comisarilor politici și, în cele din urmă, a restabilit principiul comenzii unice.

## Dezvoltarea structurii, ideologiei și doctrinei militare sovietice

### Controlul partidului
Partidul Comunist al Uniunii Sovietice avea un mare număr de mecanisme de control a forțelor armate. Astfel, la anumite grade militare și funcții de comandă nu puteau accede decât membrii partidului comunist, indivizi care erau supuși nu numai disciplinei cazone dar și celei de partid. Mai apoi, comandanții militari de frunte au fost integrați în cele mai înalte eșaloane ale ierarhiei de partid. Și, în sfârșit, partidul a plasat la diferitele niveluri de comandă ofițeri însărcinați cu munca politică care să influențeze activitatea militarilor în direcția dorită de partid.
Un adjunct al unui comandant (zampolit) ocupa funcția de comisar politic al unei structuri militare. Zampolitul supraveghea organizațiile de partid și conducea munca politică în cadrul unității militare. El ținea trupelor lecții de marxism-leninism, despre despre sarcinile ce reveneau armatei conform hotărârilor de partid și prezenta viziunea sovietică asupra afacerilor internaționale. După încheierea celui de-al doilea război mondial, zampolitul a pierdut orice putere pe linia de comandă, dar a rămas însărcinat cu supravegherea și educația din punct de vedere politic a militarilor, raportând direct superiorilor săi pe linie politică despre atitudinile și performanțele comandanților militari.
În 1989, peste 20% din personalul forțelor armate erau membri de Komsomol. Peste 90% dintre ofițeri erau membri ai aceleiași organizații a tineretului comunist.

### Contrainformațiile militare
De-a lungul întregii istorii a armatei sovietice, poliția secretă (cunoscută sub diferite nume: CEKA, GPU sau NKVD, printre altele) a menținut un control strict asupra Departamentelor speciale (în rusă Особый отдел) de contrainformații care existau în toate marile unități militare. Cea mai importantă astfel de organizație a fost SMERȘ (1943-1946) creată în timpul Marelui Război pentru Apărarea Patriei. În vreme ce personalul de comandă a Departamentului Special era în general cunoscut, acest departament controla o rețea de informatori secreți recrutați din rândurile militarilor de rând sau de cekiști.

### Doctrina politică
Sub directa conducere a lui Lenin și Troțki, Armata Roșie a adoptat poziția lui Karl Marx conform căreia burghezia poate fi răsturnată de la putere doar printr-o revoltă mondială a proletariatului, acesta fiind țelul spre care era concentrată  prima doctrină militară sovietică. Lenin a asigurat primul experiment de răspândire a revoluției cu ajutorul armelor când a invadat Polonia în speranța că va declanșa o revoluție bolșevică în Germania învecinată. Expediția poloneză a lui Lenin nu a făcut decât să vină în completarea înființării, în martie 1919, a Cominternului, o organizație al cărei scop era să lupte „prin toate mijloacele posibile, inclusiv forțele armate, pentru răsturnarea burgheziei mondiale și pentru crearea unei republici internaționale sovietice ca un stadiu de tranziție spre abolirea completă a statului.”
În conformitate cu filozofia Cominternului, Armata Roșie a zdrobit în forță revolta antisovietică a basmacilor din Asia Centrală pentru a menține Turkestanul în sfera de alianțe a sovieticilor. În 1921, Armata Roșie a ocupat Republica Democrată Georgia răsturnând guvernul legal ales al țării, proclamând o republică sovietică în această țară. Georgia a fost unită cu forța cu Armenia și Azerbaidjan pentru a forma Republica Sovietică Federală Socialistă Transcaucaziană, un stat fondator al Uniunii Sovietice.

### Relația armată-partid
În deceniul al patrulea al secolului al XX-lea, planurile cincinale și declanșarea procesului de industrializare forțată au creat baza de producție necesară modernizării Armatei Roșii. Cum posibilitatea de declanșare a unui război în Europa crescuse în deceniul care trecuse, Uniunea Sovietică și-a triplat cheltuielile militare și și-a dublat efectivele forțelor armate regulate pentru a ajunge la paritate de forțe cu inamicii potențiali.
În 1937, totuși, Stalin a epurat Armata Roșie de cei mai valoroși lideri militari pe care îi aveau sovieticii. Temându-se că militarii ar fi putut reprezenta o amenințare la adresa regimului său, Stalin a trimis în închisori, lagăre de muncă sau direct în fața plutoanelor de execuție numeroși ofițeri sovietici, de ordinul miilor, inclusiv trei din cei cinci mareșali ai Uniunii Sovietice. Aceste acțiuni au subminat capacitatea de luptă a Armatei Roșii, lucru dovedit în primul rând în războiul fino-sovietic din 1939 -1940 și mai apoi de înfrângerile de la începutul invaziei germane din al doilea război mondial.
Temându-se de uriașa popularitate a Armatei Roșii după victoria în conflagrația mondială împotriva Germaniei Naziste, Stalin l-a îndepărtat pe eroul de război, mareșalul Gheorghi Jukov și și-a asumat toate meritele pentru salvarea țării. După moartea lui Stalin din 1953, Jukov a reapărut pe scena politică a Uniunii Sovietice în rolul de sprijinitor de bază al lui Nikita Hrușciov. Hrușciov l-a răsplătit pe Jukov pentru serviciile aduse oferindu-i funcția de ministru al apărării și făcându-l membru plin al Biroului Politic. Temerile că armata sovietică ar fi putut deveni prea puternic implicată în politică au dus în cele din urmă la demiterea neașteptată a lui Jukov în toamna anului 1957. Hrușciov, după aceea, a scăzut mult rolul armatei în societatea sovietică, tăind o bună parte a cheltuielilor militare, banii rezultătii fiind îndreptați spre edificarea planurilor sale economice.
Anii în care la conducerea statului și partidului sovietic s-a aflat Leonid Brejnev au marcat perioada de maximă cooperare dintre partid și armată. Armatei i s-au repartizat importante resurse materiale și umane. În 1973, ministrul apărării naționale a devenit, pentru prima oară din 1957, membru plin al Biroului Politic. Deși Brejnev era intimidat de militarii de carieră, el a încercat să-și creeze o aură de conducător militar în efortul de a-și întări autoritatea asupra armatei.
În penultimul deceniu al secolului trecut, relațiile partid-armată au devenit tensionate datorită problemei alocării de resurse pentru forțele armate. În ciuda scăderii ritmului de creștere economică, forțele armatei cereau, uneori fără nici un rost, noi resurse pentru dezvoltarea unor noi arme convenționale.
Mihail Gorbaciov a scăzut rolul armatei în ceremoniile de stat, inclusiv prim mutarea reprezentanților armatei la capul șirului de conducători care luau loc la balconul Mausoleului lui Lenin în timpul paradei militare anuale din Piața Roșie ținută pe 7 octombrie în memoria victoriei Marii Revoluții Socialiste din Octombrie. În schimb, Gorbaciov a pus accentul pe prioritățile economice și pe o suficiență rezonabilă în cheltuielile legate de apărare, reducând cererile militarilor profesioniști.

### Doctrina militară
Armata rusă a fost învinsă în timpul primului război mondial, un fapt care a modelat din plin primele etape de dezvoltare ale Armatei Roșii. În vreme ce armatele britanică și franceză s-au mulțumit să pătreze strategiile care le asigurase victoria în prima conflagrație mondială, Armata Roșie a început să experimenteze și să dezvolte noi tactici și concepte, dezvoltate în paralel, și uneori în cooperare cu tacticile renăscutei forțe armate germane. Sovieticii se considerau ca o națiune unică în istoria umanității și de aceea nu se considerau datori să respecte vreuna dintre tradițiile militare, o ideologie care a favorizat inovația.
O astfel de concepție novatoare a făcut ca Armata Roșie să fie susținătoarea războiului cu un înalt grad de mobilitate. Această alegere a fost influențată de războaiele modelatoare ale istoriei sale militare, în principal a războiului civil și a războiului polono-sovietic. Amândouă conflictele au fost total diferite de tipul luptelor statice de tranșee din primul război mondial. În loc ca să copieze tacticile primei conflagrații mondiale, Armata Roșie a desfășurat ample operațiuni mobile, duse de multe ori de forțe reduse din punct de vedere numeric, dar foarte hotărâte în luptă, capabile să înainteze sute de kilometri în numai câteva zile.
În timpul Noii Politici Economice a lui Lenin, Uniunea Sovietică avea puține reserse care să le direcționeze către Armata Roșie aflată în primii ei ani de existență. Această stare de fapt a fost schimbată în momentul în care în fruntea statului a venit Stalin, care a declanșat în 1929 un ambițios program de industrializare, o politică care viza printre altele și dotarea corespunzătoare a armatei, pentru cheltuielile căreia se prevedeau fonduri fără precedent în istoria bugetelor rusești.
Folosind noile resurse ale economiei, Armata Roșie a dezvoltat în deceniul al patrulea al secolului trecut un concept sofisticat al războiului mobil, care se baza pe existența formațiilor masive de tancuri, avioane și a unităților aeropurtate, a căror sarcină era spargerea frontului inamic și ducerea războiului în spatele frontului dușman.
Industria sovietică a răspuns noilor cerințe fabricând suficient de multe tancuri, avioane și alte echipamente, care să ajute armata să aplice în practică aceste idei novatoare. Ar trebui spus, pentru a nu supraevalua puterea armatei sovietice, că efectivele unei formațiuni sovietice de un anumit nivel din perioada de până în 1941 erau cel puțin egale, iar uneori mai numeroase decât cele ale formațiunilor corespunzătoare ale altor armate, în vreme ce, datorită pierderilor din timpul războiului și diferitelor reorganizări datorate experienței câștigate în timpul luptelor, tendința s-a inversat în ultimii ani ai celui de-al doilea conflict mondial. În această ultimă perioadă, de exemplu, un Corp sovietic de tancuri avea cam tot atâtea blindate cât o divizie americană de tancuri, iar o divizie sovietică de infanterie, dacă nu era întărită pentru executarea unei misiuni speciale, avea deseori tot atâția soldați cât un regiment american.
Sovieticii nu au urmat concepția germană, conform căreia soarta următorului război urma să fie decisă așa de repede, încât armata se putea bizui aproape în întregime pe echipamente produse mai înainte de conflict. În schimb, sovieticii au dezvoltat o rețea de fabrici de armament conform principiului că, în timpul conflagrației, va fi nevoie de înlocuirea în totalitate a echipamentelor de luptă de mai multe ori până la victorie. Această abordare a problemei s-a dovedit singura corectă pe parcursul a celor patru ani de război.
Atenția acordată operațiunilor mobile de Armata Roșie la începutul deceniului al patrulea a fost grav subminată de epurările staliniste, care nu au ocolit nici eșaloanele de conducere, nici cele de execuție ale armatei. De vreme ce noile doctrine militare au fost asociate cu ofițeri declarați inamici ai poporului, interesul pentru teoriile militare revoluționare a scăzut. Marile unități mecanizate au fost desființate, iar tancurile au fost distribuite în unitățile de infanterie. După ce blitzkriegul german și-a dovedit forța în Polonia și Franța, Armata Roșie a început un efort frenetic pentru refacerea corpurilor mecanizate, dar ținta de recreare a unei armate moderne nu a fost atinsă decât parțial până în 1941, anul declanșării invaziei puterilor Axei în URSS. Uriașele formațiuni de blindate, operaționale numai pe hârtie, au fost anihilate de germani în primele luni ale atacului. Un alt factor care a contribuit la înfrângera inițială a sovieticilor a fost acela că efortul de reînarmare fusese început prea devreme, iar în 1941 majoritatea echipamentelor Armatei Roșii erau deja învechite și inferioare celor ale Wehrmachtului.
În perioada inițială a războiului, în care a trebuit să facă față pierderilor catastrofale, Armata Roșie și-a văzut drastic scăzute efectivele unităților blindate. Totuși, doctrinele revoluționare ale deceniului al patrulea, modificate de experiențele luptei, au fost folosite până la urmă cu succes pe font, cu începere din 1943, moment după care Arnata Roșie a recâștigat inițiativa strategică.

## Desfășurarea armatei sovietice

### Perioada interbelică
După moartea lui Lenin, Uniunea Sovietică a fost prinsă în mrejele luptei pentru putere, care a avut ca efect abandonarea politicii lui Troțki de „revoluție mondială” în favoarea abordării staliniste a „socialismului într-o singură țară”. Mulțumită controlului asupra Partidului Comunist al Uniunii Sovietice și birocrației de stat, Stalin a reușit să-l îndepărteze pe Troțki din funcția de Comisar al Poporului pentru armată în 1925. Politica de diseminare a revoluției comuniste în întreaga lume a fost schimbată în favoarea concentrării asupra problemelor interne și asupra întăririi armatei pentru apărarea țării împotriva oricărui atac străin.
Nerăbdător să scape de toți sprijinitorii militari și politici ai lui Troțki, Stalin a pus în scenă între 1935 – 1938 procese-spectacol ale opt ofițeri de cel mai înalt rang ai armatei sovietice, procese care s-au încheiat cu executarea presupușilor vinovați. Primul din această lungă listă a fost mareșalul Uniunii Sovietice Mihail Tuhacevski, cel care a fost comandantul suprem al armatei în timpul războiului polono-sovietic, un personaj considerat de mulți istorici unul dintre cei mai talentați strategi ai sovieticilor.
În ciuda politicilor izolaționiste staliniste și în ciuda faptului că granițele Uniunii Sovietice au rămăs neschimbate timp de 15 ani după moartea lui Lenin, URSS-ul s-a implicat în problemele internaționale, Cominternul fiind principalul instrument în înființarea partidelor comuniste în Republica China (1921) și Indochina Franceză (1930). În plus, Armata Roșie a jucat un rol de maximă importanță în războiul civil spaniol. Republicanii spanioli au fost aprovizionați cu peste 1.000 de avioane, 900 de tancuri, 1.500 de piese de artilerie, 300 de care blindate, sute de mii de arme mici de infanterie și 300.000 de tone de muniție.
Decizia pentru participarea sovietică la războiul civil din Spania a fost influențată în mod hotărâtor de creșterea tensiunilor dintre Stalin și Hitler, acest din urmă fiind un sprijinitor hotărât al fascismului și al lui Francisco Franco. Relațiile nazisto-sovietice au fost  înăsprite de ura personală a lui Hitler fața de popoarele slave ale Europei Răsăritene și de concurența ideologică dintre fascism și comunism. Conflictul armat direct dintre Germania și Uniunea Sovitică a fost întârziat de semanrea Pactului Molotov-Ribbentrop de pe 23 august 1939, care a divizat națiunile Europei Răsăriteană în două sfere de influențe, una aparținând sovieticilor, cealaltă naziștilor. Ca urmare a semanării pactului, Armata Roșie a lansat atacul împotriva Poloniei.
Stalin se temea în continuare de o posibilă agresiune a germanilor, iar pe 30 noiembrie 1939 a declanșat invadarea Finlandei, într-un efort de a transforma teritoriul vecinului său într-o zonă tampon dintre Germania și zona centrală industrială a Rusiei. Războiul care a urmat s-a dovedit a fi un dezastru pentru armata sovietică. Armata Roșie, care încă se resimțea după epurărilor staliniste, a suferit o serie de înfrângeri unilitoare, înainte de a ajunge la acceptarea unui armistițiu pe 13 martie 1940. Ca urmare directă a agresiunii sale, Uniunea Sovietică a fost exclusă din Liga Națiunilor pe 14 decembrie 1939.

### Al Doilea Război Mondial

Schiori sovietici înaintând spre linia frontului în timpul asediului Leningradului.

Pactul Molotov-Ribbentrop din august 1939 a stabilit relații de neagresiune între Germania Nazistă și Uniunea Sovietică, iar un protocol secret stabilea că Polonia și statele baltice vor fi împărțite între cei doi semantari. În timpul invadării Poloniei din 1939, cele două puteri au atacat, ocupat și împărțit Polonia, iar în iunie 1940, URSS a ocupat Estonia, Letonia și Lituania și Basarabia.
Armata Roșie a avut puțin timp la dispoziție să corecteze numeroasele deficiențe relevate de bătăliile războiului de iarnă mai înainte de declanșarea atacului nazist de pe 22 iunie 1941 (Operațiunea Barbarossa). Slabele performanțe ale Armatei Roșii din timpul războiului de iarnă cu Finlanda l-au încurajat pe Hitler să ignore termenii pactului de neagresiune (pactul Molotov-Ribbentrop) și să declanșeze atacul prin surprindere. În primele etape ale războiului, armata sovietică a fost nevoită să se retragă. Stalin a dat ordine foarte dure, de rezistență cu orice preț, în loc să accepte retrageri strategice, ceea ce a dus la pierderi uriașe.
Programul „lend lease” a Statelor Unite, folosit la început la relațiile cu Regatul Unit, a fost extins și pentru Uniunea Sovietică în septembrie 1941, fiind folosit pentru aprovizionarea cu avioane, tancuri, muniție și alte materiale de război. Sovieticii au reușit în cele din urmă să încetinească înaintarea Wehrmachtului, transformând blitzkriegul într-un război de uzură. Ofensiva germană a fost oprită în decembrie 1941 la porțile Moscovei. Armata Roșie a lansat mai apoi o ofensivă de iarnă extrem de puternică, care i-a alungat pe germani din apropierea capitalei. La începutul anului 1942, armatele slăbite ale Puterilor Axei au abandonat marșul lor către Moscova și, în schimb, au pornit atacul spre Caucaz și râul Volga. Această ofensivă și-a pierdut energia inițială în toamna anului 1942, ceea ce le-a permis sovieticilor să pună la punct o contraofensivă devastatoare pentru forțele suprasolicitate ale Axei. Armata Roșie a încercuit și distrus numeroase forțe ale Axei în ultimele stadii ale bătăliei de la Stalingrad. După încheierea luptelor de la Stalingrad în februarie 1943, cursul războiului s-a  schimbat, Armata Roșie preluând definitiv inițiativa strategică. Pierderile omenești au fost uriașe pentru amândouă părțile implicate în conflict, în special pentru sovietici, din rândul cărora au căzut milioane de oameni, militari și civili, în luptele pentru apărarea Moscovei și Stalingradului.
În vara anului 1943, după bătălia de la Kursk, Armata Roșie a zdrobit ultima încercare germană de preluare a inițiativei strategice. Toate teritoriile sovietice au fost eliberate în 1944. După ce i-au alungat pe germani din Europa Răsăriteană în mai 1945, Armata Roșie a lansat asaltul final asupra capitalei germane – Bătăia Berlinului – care a dus la sfârșitul războiului în Europa. Cea mai mare parte a Germaniei, dar și extrem de întinse teritorii ale URSS-ului au fost devastate de Armata Roșie ca urmare a politicii agresive a „pământului pârjolit”.
După înfrângerea Germaniei, Armata Roșie s-a alăturat Aliaților în războiul împotriva Imperiului Japonez în 1945, declanșând o ofensivă împotriva forțelor nipone din Manciuria. Armata Roșie a terminat războiul ca una dintre cele mai mari armate terestre din istorie, cu peste 5 milioane de soldați sub arme, cu mai multe tancuri și piese de artilerie decât toate celelalte țări învingătoare luate la un loc. Armata Roșie și-a schimbat numele în Armata Sovietică.
Totuși, înfrângerea Wehrmachtului a costat Armata Sovietică peste 7 milioane de soldați și, probabil, 27 de milioane de civili căzuți în lupte, de departe cele mai grele pierderi din război. Istoricii apreciază că al doilea război mondial a fost conflictul cu cele mai grele pierderi de vieți omenești din toate conflictele militare.

### Războiul Rece și forțele convenționale

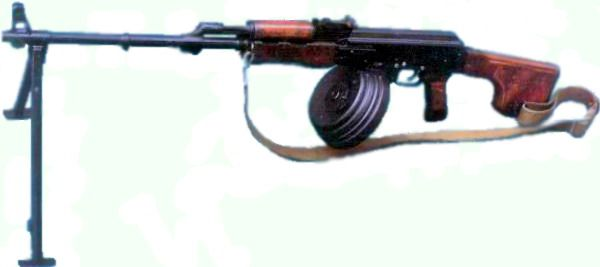
Pușca mitralieră RPK este tipică pentru influența Armatei Roșii în lumea postbelică. Arma se bazează pe tehnologia pistolului mitralieră AK-47, arma care a influențat nu numai proiectarea viitoarelor armelor de infanterie, dar și metodele de luptă moderne.

Până la încheierea celui de-al doilea război mondial, Armata Sovietică avea sub arme în permanență între 10 și 13 milioane de oameni. În  timpul Războiului Rece, Armata Sovietică era fără nicio discuție cea mai puternică din toate țările. Imediat după capitularea Germaniei, efectivele armatei sovietice au fost reduse la aproximativ 5 milioane de oameni. Această scădere nu a fost rezultatul scăderii interesului conducerii sovietice pentru armată, ci mai degrabă pentru creșterea interesului pentru o forță mult mai mobilă și mai eficientă. Această politică a dus la introducerea în 1951 a puștii de asalt AK-47, proiectată cu 4 ani mai devreme. De asemenea, în cadrul politicii de modernizarea a forțelor militarea sovietice, extrem de importantă a fost și introducerea a transporturului blindat BMP-1, primul astfel de vehicul din lume destinat infanteriei. Toate inovațiile și modernizările aveau să-i asigure armatei sovietice forța necesară pentru dominarea Războiului Rece.
Numeroase efective ale Armatei Roșii care luptaseră pentru eliberarea Europei de ocupația nazistă au rămas în țările în care au ajuns și după capitularea Germaniei. Conștient de vulnerabilitatea Uniunii Sovietice în cazul unui atac occidental, Stalin a folosit această ocupație militară pentru a înființa state satelit, zone tampon între Germania și Uniunea Sovietică. Uniunea Sovietică și-a câștigat rapid o influență politică și economică enormă în zonă și a asigurat un sprijin activ partidelor comuniste locale, care au declanșat lupta pentru putere. Până în 1948, șapte state europene aveau guverne comuniste.
Primele manifestări ale conflictului, care avea să fie cunoscut mai târziu ca Războiul Rece, au apărut între Stalin și președintele american Harry S. Truman în discuțiile din timpul Conferinței de la Potsdam din 1945. Truman a afirmat că Stalin a încălcat înțelegerile făcute în timpul Conferinței de la Yalta. În timp ce Armata Roșie era prezentă în toată Europa Răsăriteană și Centrală, Uniunea Sovietică a rămas fermă pe poziții, în ciuda eforturilor lui Truman de împiedicare a expansiunii comuniste. În 1955, Moscova a înființat Pactul de la Varșovia, alianță militară concepută să contrabalanseze alianța occidentală NATO.
Puterea militară covențională sovietică și-a manifestat în mod brutal prezența și și-a demonstrat puterea în 1956, când trupele sovietice au zdrobit revoluția maghiară, și în 1968, când unități ale Pactului de la Varșovia au pus capăt reformelor cehoslovace ale Primăverii de la Praga.
Uniunea Sovietică și forțele occidentale conduse de SUA au fost implicate în mai multe incidente, care au amenințat să se transforme în conflicte armate, așa cum au fost Blocada Berlinului din 1948-1949, sau Criza rachetelor din Cuba din 1962, în timpul căruia durii celor două părți au împins lumea până pe marginea prăpastiei războiului. Această atitudine a fost temperată nu numai de temererile unui conflict nuclear, dar și de vocile raționale ale moderaților.
În timpul în care în fruntea Uniunii Sovietice s-a aflat Hrușciov, relațiile URSS-ului cu Republica Socialistă Federală Iugoslavia și cu Josip Broz Tito au fost definitiv refăcute, odată cu dizolvarea Cominformului, în 1956. Această decizie urma să provoace o ruptură între Uniunea Sovietică și Republica Populară Chineză, marele stat comunist oriental considerând că Moscova greșește când se îndepărtează de linia conservatoare marxist-leninistă, care provăduia lupta până la victoria comunismului în întreaga lume. Ruptura chino-sovietică s-a produs în 1967, când Gărzile Roșii au asediat ambasada sovietică din Beijing. În 1969 au avut loc mai multe conficte de frontieră între cele două state comuniste.
Tensiunile politice între Moscova și Beijing aveau să înfluențeze în mare măsură politica din Asia în deceniile al șaptelea și al optulea, când neînțelegerile dintre cele două centre de putere comunistă au făcut ca sovieticii să se alieze cu Vietnamul în invadarea Cambodgiei prochineze în 1978. Sovieticii și-au asigurat loialitatea Vietnamului și Laosului printr-o campanie agresivă de asistență politică, economică și militară. Aceeași tactică a permis Uniunii Sovietice să concureze cu Statele Unite în noile state independente din Africa și Orientul Mijlociu.
De o mare importanță practică și politică a fost enunțarea în 1968 a Doctrinei Brejnev, care proclama în mod oficial dreptul Uniunii Sovietice de a interveni în afacerile interne ale altor state comuniste pentru asigurarea apărării ordinei socialiste de amenințările capitaliste. Această doctrină a fost folosită pentru justificarea invaziei din Afganistan din 1979. În Afganistan, forțele sovietice au trebuit să facă față rezistei îndârjite a mujahedinilor, trupe formate din musulmani locali sprijiniți de CIA. Luptând într-un război asimetric cu guerila afgană, forțele sovietice s-au dovedit incapabile să obțină victorii decisive, ceea ce a dus la împotmolirea într-un conflict de uzură cu nimic diferit de cel în care au fost implicați americanii cu un deceniu mai devreme în Vietnam. După zece ani de lupte, care au costat (după cele mai multe estimări) cam 20 de miliarde de dolari și care au provocat cam 15.000 de morți din rândurile soldaților sovietici, Gorbaciov a hotărât în 1989 să retragă trupele sovietice din Afganistan.

### Războiul Rece și armele nucleare
Uniunea Sovietică a testat prima sa bombă nucleară cu numele de cod „Первая молния – Primul fulger” pe 29 august 1949, numai la patru ani după bombardamentele nucleare de la Hiroșma și Nagasaki, spre surpriza totală a numeroși responsabili occidentali care se așteptau ca monopolul nuclear american să dureze mai multă vreme. S-a dovedit mai apoi că proiectul atomic sovietic a primit numeroase informații datorate spionajului asupra proiectului atomic american - Proiectul Manhattan din timpul războiului, prima bombă sovietică fiind în mare parte o copie a bombei americane „Fat Man”. De la sfârșitul deceniului al șaselea, armata sovietică s-a concentrat pe câștigarea parității cu americanii în ceea ce privește armele nucleare.
Deși sovieticii au propus mai multe planuri pentru dezarmarea nucleară, ei nu au încetat nicio clipă procesul de dezvoltare și amplasare a noi arme atomice. De-abia în deceniul al șaptelea, SUA și URSS au ajuns la un acord pentru oprirea amplasării de arme nucleare în Antarctica și pentru oprirea testării armelor nucleare în atmosferă, spațiul cosmic și sub apă.
Până la sfârșitul deceniului al șaptelea, URSS-ul a ajuns la paritate cu SUA în cazul anumitor categorii de arme strategice și, în aceste condiții, s-a arătat disponibilă să discute limitele desfășurărilor acestor categorii de arme. Uniunea Sovietică a dorit să oprească dezvoltarea amplasării de rachete antibalistice și să mențină posibilitata de plasare a rachetelor cu focoase multiple.
Tratativele sovieto-americane pentru limitarea armelor strategice SALT au început în noiembrie 1969 la Helsinki. Acordul temporar semnat la Moscova în mai 1972 îngheța nivelurile de desfășurare ale rachetelor balistice intercontinentale și reglementau problema rachetelor balistice lansate de pe submarine. În afară de aceste înțelegeri, a fost semnat și un tratat de limitare a rachetelor antibalistice.
Tratatele SALT erau privite în occident ca o oficializare a conceptului „de distrugere mutuală asigurată” (sau de „intimidare reciprocă”). Atât SUA cât și URSS își recunoșteau vulnerabilitatea reciprocă la distrugerea cu arme nucleare, indiferent care era puterea care ar fi declanșat războiul atomic. Un al doilea tratat SALT (SALT II) a fost semnat în iunie 1979 la Viena. Printre alte prevederi, tratatul stabilea limitele superioare ale stocurilor de rachete baistice cu lansare de pe sol sau de pe submarine. SALT II nu a fost niciodat ratificat de Senatul Statelor Unite în mare parte datorită destinderii de la sfârșitul deceniului al optulea și începutul celui de-al nouălea.
La un moment dat, URSS-ul a menținut cel mai mare arsenal de arme nucleare din lume. În conformitate cu estimările Natural Resources Defense Council, acest arsemal a atins un vârf de aproximativ 45.000 de capete nucleare în 1986. Aproximativ 20.000 din acestea erau arme nucleare tactice, reflectând doctrina sovietică care favoriza aceste arme în cazul unui război în Europa. Restul de aproximativ 25.000 de arme erau rachete nucleare strategice. Aceste arme erau considerate atât ofensive cât și defensive.

## Complexul militar-industrial și economia
Cu excepția notabilă a lui Hrușciov (și poate a lui Gorbaciov), liderii sovietici, începând cu sfârșitul deceniului al treilea, au pus accentul pe producția militară în loc de industria civilă. Înalta prioritate acordată producției militare a făcut ca întreprinderile militar-industriale să angajeze cei mai buni manageri și muncitori și să se bucure de condiții prioritare de aprovizionare. Ca rezultat al acestei realități, Uniunea Sovietică producea unele dintre cele mai moderne arme din lume. La sfârșitul deceniului al nouălea însă, Gorbaciov a transferat pe unii dintre liderii întreprinderilor militare în sectorul civil al economiei într-un efort de a le face eficiente și pe acestea din urmă.
Integrarea partidului, guvernului și armatei URSS-ului era cea mai evidentă în sectorul producției militare. Gosplanul, comitetul planificării de stat, avea un rol extrem de important în procesul de direcționare a resurselor necesare sectorului industriei militare. Consiliul Apărării lua deciziile majore în problema dezvoltării principalelor sisteme de arme. Departamentul Industriei de Apărare din cadrul Comitetului Central superviza toate industriile militare și întreprinderile producătoarea. În cadrul guvernului, vicepreședintele Consiliului de Miniștri era șeful Comisiei Industriale Militare, care coordona activitatea mai multor ministere industriale, comitete de stat, organizații de cercetare și dezvoltare și fabrici și uzine desemnate să producă arme sau echipamente pentru forțele armate.
La sfârștul deceniului al nouălea, Uniunea Sovietică folosea cam 25% din produsul intern brut în sectorul de apărăre. În acest timp, complexul militar-industrial angaja cam 20% din forța de muncă din URSS. În unele regiuni ale Rusiei, cam jumătate din forța de muncă era implicată în producția de apărare. Prin comparație, SUA folosea în domeniul apărării cam 6,25% din produsul intern brut și cam tot atâta din forța de muncă. În 1989, 25% din toată populatia sovietică era angajată în activități militare (serviciul militar activ, producția militară sau pregătirea paramilitară).

## Colapsul Uniunii Sovietice și al armatei sale
Haosul politic și economic de la sfârșitul deceniului al nouălea și începtul celui de-al zecelea a degenerat în dezintegrarea Pactului de la Varșovia și a Uniunii Sovietice. Haosul politic și liberalizarea economică rapidă din Rusia a avut un impact negativ uriaș asupra puterii și mijloacelor materiale ale armatei. În 1985, armata sovietică avea aproximativ 5,3 milioane de oameni, iar în 1990 acest număr scăzuse la un milion. După momentul disoluției Uniunii Sovietice, forțele armate ale Rusiei erau de aproximativ 2,7 milioane de oameni.
La această scădere s-a ajuns prin reducerile unialaterale, care au început cu acțiunea anunțată de Gorbaciov în decembrie 1988. Reducerile au continuat după dizolvarea Pactului de la Varșovia. Al doilea motiv foarte important al declinului a fost rezistența la încorporare apărută odată lansarea politicii de „glasnost”, care a adus în fața opiniei publice sovietice adevăratele condiții de trai din armata sovietică și abuzurile asupra soldaților în termen extrem de răspândite în armată.
În vreme ce Uniunea Sovitică se apropia de momentul dezintegrării din 1991, uriașa armată sovietică a jucat un rol nesemnificativ, caracterizat prin maximă ineficiență în sprijinirea sistemului sovietic care o generase și întreținuse. Armata a fost implicată în încercările de înăbușire a conflictelor și rebeliunilor din Caucaz și Asia Centrală, dar de cele mai multe ori s-a dovedit incapabilă să readucă pacea și ordinea în zonele aflate în conflict. Pe 9 aprilie 1989, unitățile armatei și Ministerului de Interne au ucis aproximativ 190 de demonstranți în Tbilisi, Georgia. Următoarea criză importantă a apărut în Azerbaidjan, în momentul în care armata a intrat cu forța în Baku pe 19-20 ianuarie 1990, îndepărtând guvernul rebel al republicii și ucigând un număr de civili în timpul acestei acțiuni. Pe 13 ianuarie 1991, unitățile armatei au luat cu asalt clădirea Televiziunii de Stat și turnul de retransmisie a emisiunilor TV din Vilnius, Lituania, amândouă aflate sub controlul opoziției, ucigând 14 oameni și rănind alți aproximativ 700. Aceste măsuri comandate de elementele conservatoare sovietice nu au reușit să modifice cu nimic cursul spre dezintegrare al Uniunii Sovietice.
În momentul extrem de important al Puciului din August, considerat de mulți ca ultima tentativă a durilor Partidului Comunist de prevenire a dezintegrării statului sovietic, unele unități militare au intrat în Moscova cu scopul de a lupta împotriva susținătorilor lui Boris Ețin, dar, până la urmă, militarii au refuzat să acționeze împotriva protestatarilor care înconjuraseră clădirea parlamentului. Ca urmare a acestei atitudini, conducerea armatei a hotărât să treacă cu toate forțele de partea lui Gorbaciov și Elțin.
După ce Uniunea Sovietică s-a dizolvat oficial pe 31 decembrie 1991, armata sovietică s-a găsit părăsită într-o totală uitare. În anul următor, diferitele tentative de păstrare a vechilor structuri militare și de transformare a lor în Armata CSI-ului au dat greș. Unitățile staționate pe teritoriul Ucrainei și a altor republici postsovietice au jurat credință noilor guvene naționale, în vreme ce tratatele semnate între fostele republici unionale înpărțeau dotarea și averea armatei sovietice. În martie 1992, Elțin a făcut primul pas important în crearea noilor forțe armate ale Rusiei, care cuprindeau cea mai mare parte a ceea ce mai rămăsese din armata sovietică. Ultimele rămășițe ale structurilor de comandă ale fostei armate sovietice au fost dizolvate în iunie 1993.
În următorii câțiva ani, forțele ruse s-au retras din Europa Centrală și Răsăriteană, dar și din unele republici postsovietice. Deși în cele mai multe cazuri retragera forțelor ruse s-a făcut fără probleme, armata rusă a rămas în anumite zone puternic disputate, precum baza militară din Sevastopol – Crimeea, din Abhazia și din Transnistria.
Pierderea bazei de recrutare și scăderea capacităților industriale din noile republici independente, a dus la un declin dezastruos al capacității de luptă a forțelor armate  ale republicilor postsovietice, în deceniul care a urmat prăbușirii Uniunii Sovietice.
Cea mai mare parte a arsenalului nuclear al fostei URSS a fost moștenită de Rusia. O parte redusă a stocului de arme nucleare a fost obținută de Ucraina, Belarus și Kazahstan, dar toate armele atomice au fost trasferate în Rusia până în 1996. Uzbekistanul, o fostă republică sovitică pe teritoriul căreia au staționat rachete nucleare, a fost lipsită în momentul proclamării independenței de astfel de arme și a ales să semneze Tratatul de neproliferare a armelor nucleare.

## Cronologie
| Data      | Conflictul                                         | Locația                                                             | Rezultat |
| --------- | -------------------------------------------------- | ------------------------------------------------------------------- | --- |
| 1918-1920 | Războiul civil rus                                 | RSFS Rusă                                                           | Proaspăt născuta Armată Roșie învinge Mișcarea albă și aliații lor străini. |
| 1919-1921 | Războiul polono-sovietic                           | Belarus, Polonia, Ucraina                                           | Sovieticii sunt înfrânți și cedează întinse teritorii Poloniei. |
| 1921      | Invadarea Georgiei de către Armata Roșie           | Republica Democrată Georgia                                         | Trecerea Georgiei în sfera de interes sovietic. |
| 1921      | Rebeliunea din Kronstadt                           | RSFS Rusă                                                           | Ultima revoltă antibolșevică. A fost înăbușită în sânge de Armata Roșie. |
| 1922-1931 | Revolta basmacilor                                 | Asia Centrală                                                       | Armata Roșie a înăbușit în sânge revoltele antisovietice din Asia Centralaă. |
| 1924      | Revolta din august din Georgia                     | RSS Georgiană                                                       | Ultima revoltă antisovietică din Georgia. A fost înăbușită în sânge de Armata Roșie. |
| 1938      | Incidentul de frontieră sovieto-japonez (1938)     | Granița sovieto-coreeană                                            | Sovieticii au respins incursiunea japoneză. |
| 1939      | Incidentul de frontieră sovieto-japonez (1939)     | Granița mongolo-manciuriană                                         | Sovieticii au învins Armata japoneză din Kwantung și au menținut neschimbată granița existentă dintre Mongolia și Manchukuo. |
| 1939      | Ocuparea Poloniei și Basarabiei                    | Polonia, Belarus, România                                           | Germania Nazistă și Uniunea Sovietică au împărțit Europa Răsăriteană în conformitate cu Acordul secret din Pactul Molotov-Ribbentrop. |
| 1939-1940 | Războiul de iarnă                                  | Finlanda                                                            | Uniunea Sovietică este exclusă din Liga Națiunilor și câștigă anumite teritorii finlandeze. |
| 1941-1945 | Marele Război Patriotic (Al doilea război mondial) | Uniunea Sovietică, Europa Răsăriteană                               | După șocul atacului german de început, Armata Roșie ă învins Wehrmachtul și a ocupat Europa Răsăroteană. |
| 1941-1944 | Războiul în continuare                             | Finlanda                                                            | Uniunea Sovietică a înfrânt Finlanda și a ocupat noi teritorii finlandeze. |
| 1945      | Războiul din Pacific (al doilea război mondial)    | Manciuria                                                           | Armata Roșie a lansat o capanie scurtă, încununată de succes pentru expulzarea japonezilor din Asia continentală, după care a ocupat Manciuria, Coreea de Nord și Insulele Kurile. |
| 1947-1991 | Războiul Rece                                      | Conflict mondial, opunând SUA și aliații acestora Uniunii Sovietice | Amenințarea cu războiul nuclear este folosită frecvent dar nu este niciodată dusă până la capăt. În 1955, URSS înființează Pactul de la varșovia ca răspuns la crearea în 1948 a NATO. |
| 1948-1949 | Blocada Berlinului                                 | Berlin                                                              | Prima înfruntare dintr-o lungă serie de confruntări ale Războiului rece. Aliații occidentali au răspuns acțiunilor sovietice cu podul aerian al Berlinului. Sovieticii au renuntat în cele din urmă la blocadă. |
| 1956      | Revoluția maghiară                                 | Ungaria                                                             | Armata Roșie a inăbușit prin forță revolta antisovietică a ungurilor. A avut ca rezulta moartea mai multor mii de unguri – militari și civili. |
| 1962      | Criza rachetelor din Cuba                          | Cuba                                                                | Confruntare a Războiului Rece datorată desfășurării de rachete nucleare sovietice în Cuba. Sovieticii au fost de acord cu retragerea rachetelor după ridicarea blocadei navale împotriva insulei și după ce americanii au garantat că nu vor încerca să invadeze Cuba, iar rachetele NATO plasate la granița turco-sovietică au fost retrase. |
| 1968      | Invadarea Cehoslovaciei                            | Cehoslovacia                                                        | Trupele Pactului de la Varșovia au invadat Cehoslovacia îndepărtând un guvern comunist considerat prea liberal. |
| 1969      | Conflictul de frontieră chino-sovietic             | Granița chino-sovietică                                             | Disensiunile ideologice dintre sovietici și chinezi s-au tranformat în conflicte armate de mică amploare. |
| 1979-1989 | Invazia sovietică din Afganistan                   | Afganistan                                                          | Sovieticii au lansat o invazie "preventivă" în Afganistan, care a eșuat rapid într-un război de uzură. După 10 ani de lupte, trupele sovietice au fost retrase, după ce s-au dovedit incapabile să-i înfrângă pe mujahedinii sprijiniți de americani.                                                                                         |

## Ajutorul militar extern
În afară de implicarea în anumite războaie, armata sovietică a luat parte la diferite conflicte interne din mai multe țări, ca și la conflictele dintre diferitele țări ale lumii a treia, având ca scop principal promovarea intereselor strategice sovietice, în același timp evitând conflictul direct între supraputeri în epoca armelor nucleare, (sau, ca în cazul războiului civil spaniol, avitând angajarea într-un conflict pentru care nicio parte nu era pregătită suficient). În multe cazuri, implicarea sovietică a fost sub foma consilierilor militari, sau sub forma vânzărilor sau aprovizionării cu arme.
| Data                        | Beneficiar        |
| --------------------------- | ----------------- |
| 1936-1939                   | Spania            |
| 1939                        | Mongolia          |
| 1945-1949, 1950-1953        | China             |
| 1950-53                     | Coreea de Nord    |
| 1961-1974                   | Vietnamul de Nord |
| 1962-1964                   | Algeria           |
| 1962-1963, 1967-1975        | Egipt             |
| 1962-1963, 1969-1976        | Yemen             |
| 1967, 1970, 1972-1973, 1982 | Siria             |
| 1975-1979                   | Angola            |
| 1967-1969, 1975-1979        | Mozambic          |
| 1977-1979                   | Etiopia           |
| 1960-1970                   | Laos              |
| 1980-1991                   | Iraq              |
| 1982                        | Liban             |

## Vezi și
- Armata a 3-a (RSFSR)
- Armata a 7-a (RSFSR)
- Armata a 16-a (RSFSR)